# Roberts County (Texas)
Roberts County je okres na severu státu Texas v USA. K roku 2010 zde žilo 929 obyvatel. Správním městem okresu je Miami. Celková rozloha okresu činí 2393 km².